# Paradise (Washington)
Pour les articles homonymes, voir Paradise.
Paradise est un lieu-dit américain du comté de Pierce, dans le Washington. Situé dans le parc national du mont Rainier, il accueille notamment le Paradise Inn, un hôtel classé National Historic Landmark.